# 中国地质博物馆

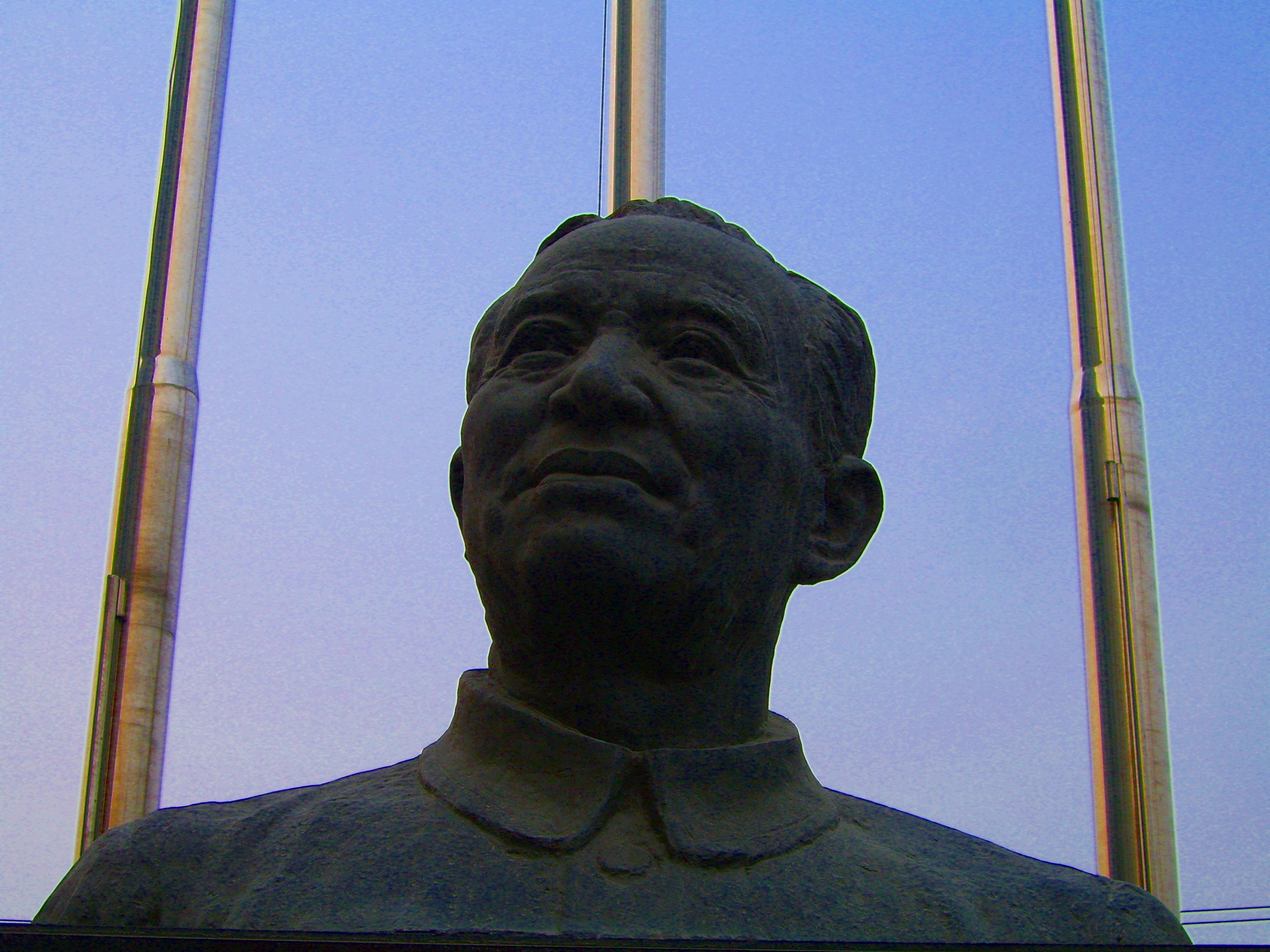
中国地质博物馆门前的李四光像

中国地质博物馆，位于北京市西城区西四羊肉胡同15号，创建于1916年，是一座国家级地学博物馆，为亚洲第一大地学博物馆，隶属中华人民共和国自然资源部。

## 历史

### 初创时期
1913年，丁文江应工商部矿政司司长张轶欧的聘请，担任地质科科长。1913年，地质科改称“地质调查所”（其中规划有地质矿产陈列馆之设置），规划并总管全国地质调查工作，丁文江担任所长，但因为无人应聘调查员，导致地质调查所形同虚设。同时成立了地质研究所，与地质调查所是一个机构两块牌子。地质研究所先是由丁文江主持，后来丁文江赴云南调查，遂改由章鸿钊主持。地质研究所的实质是地质讲习所、培训班，招收30位学员，由章鸿钊、丁文江授课。1914年，翁文灏任专职教师。学员学习三年之后，共18人毕业，4人肄业，8人中途辍学。
1916年7月14日，地质研究所在北京丰盛胡同3号举办毕业典礼，同时还举办“学生成绩展览会”，展出师生们这三年来采集的899件岩矿标本，配以图说及野外调查照片。翁文灏回忆：“地质调查所创办之初，即有附设陈列馆之计划。历次调查皆附带采集标本，以资陈列。民国四年（1915年）迁入丰盛胡同现址后，即着手准备。民国五年（1916年），地质研究所毕业，就历年实地练习时师生采集所得，借地质调查所新制柜架，举行展览会，即为现在陈列馆之起点。”因此，中国地质博物馆将1916年7月14日定为建馆日。
根据考证，最早在1913年，地质科改称地质调查所时，便有地质矿产陈列馆之设置，但是有名无实；后来，袁世凯在洪宪元年（1916年）1月4日准奏设立“地质调查局”，局长为张轶欧，会办为丁文江、安特生，局内设有四股一馆：地质股、矿产股、地形股、编译股、地质矿产博物馆，但当时博物馆处于筹建之中。1916年2月10日，农商部总长周自齐签署了《农商部饬》119号，任命地质调查局会办、技正丁文江为地质矿产博物馆馆长。1916年7月14日是公认的建馆日，因为当时博物馆有馆长、机构、典型事件，陈列及收藏自此确定。
1920年，丁文江、章鸿钊、翁文灏商请农商部为筹建地质图书馆而发起募捐，中华民国大总统黎元洪捐款1000元，各界捐款共计39000元。1921年，在北京兵马司胡同9号建成了地质图书馆，并用其余额8000元为地质陈列馆添建了两间展室，从而增加陈列面积400平米。1922年7月17日，新建成的地质图书馆和扩建的地质陈列馆举行了开幕式，大总统黎元洪莅临讲话并且参观了地质陈列馆。
从1916年本馆建馆到1928年国民政府北伐成功，再到1935年地质调查所南迁，是地质矿产陈列馆的初创及发展时期。该时期的馆长依次是丁文江、翁文灏、安特生、卢祖荫、徐光熙，其中前四人是中国地质学会创会会员。地质陈列馆从最初四个陈列室（矿物岩石室、地质系统室、煤铁矿产室、金属矿产室）发展至七个陈列室（新增非金属矿产室以及两个古生物室，并且在原来的矿物岩石室增设动力地质内容），后来还增加了石油、煤炭、土壤、新生代部分；陈列标本自最初899件增加到近万件（还有未陈列标本不下10万件）；陈列面积从最初不足100平方米发展到1000平方米；陈列馆从丰盛胡同3号的一隅，扩大到丰盛胡同3号全院。在该时期，兼任馆长的翁文灏对该馆发展贡献最大。

### 南北分立

#### 南京
1935年，地质调查所迁往南京。地质陈列馆的一万多件藏品随之迁往南京，在南京珠江路942号（今700号）新建的陈列馆内设了12个陈列室，于1937年初建成并开放。1937年抗日战争爆发，同年11月日军占领上海，近逼南京。地质调查所和南京的其他机构都仓促撤退，限三至五天内迁完。陈列馆遂选出标本313箱，由高振西经过水路押运到武汉，11月下旬又转运至长沙。1938年7月，因日军进逼武汉，地质调查所从长沙迁往重庆。标本随其他物品挤进四川地质调查所内。不久，地质调查所在重庆北碚建好房子，标本才迁到北碚所内。
1937年12月13日日军占领南京之前，陈列馆馆长盛莘夫奉命留守南京，凭借熟练的日语同日军周旋，作为“南京大屠杀”的幸存者逃出了南京，抵达重庆北碚。1943年12月25日，中央地质调查所与中央研究院动植物所、气象所、工业试验所、农业试验所、西部科学院等单位一道发起筹建的自然科学博物馆开馆。其中的地质馆由中央地质调查所设计并提供标本，展览分为四个部分：矿物岩石、地层古生物、脊椎动物化石、土壤。
1945年日本投降。1946年夏，中央地质调查所迁返南京珠江路旧址，任命侯德封担任南京地质陈列馆馆长，主持陈列恢复及重建工作。程裕淇、杨钟键、刘东生、王存义、蔡震中等人参与整理。南京地质陈列馆于1948年10月正式开放，仅恢复了抗日战争爆发前的80％。

#### 北平
1935年，地质调查所迁往南京，部分人员、标本、设备留在了北平丰盛胡同、兵马司胡同的原址，隶属于新成立的地质调查所北平分所，所长为谢家荣。“从此至北平和平解放，丰盛3号陈列馆再未设主任（馆长）一职”，其事务由历任分所所长管理。
因为标本大部分迁往南京，所以北平地质矿产陈列馆除了新生代化石陈列室尚能维持原状之外，其他各室的陈列质量均大不如前。1936年夏开始，贾兰坡、李悦言等人数次整理并充实。1937年2月下旬，在北平召开中国地质学会第13次年会，陈列馆建成14个陈列室（新生代、古生代及中生代、金属矿产、非金属矿产、西山地质、普通地质、周口店猿人洞、变质岩、火山岩、水成岩、地层、地质构造、矿物、土壤），以不少于南京馆的展品数量对社会开放。展品中包括“北京人”头盖骨模型以及仰韶陶器。60多年以后，贾兰坡将当年展出的北京人时期的动物群戏称为“小动物园”。
1937年七七事变前夕，杨钟键接任北平分所所长。不久，日军占领北平，杨钟键在1937年11月赴大后方长沙、昆明。 1937年，为了在动荡局势中自保，北平地质矿产陈列馆将前门和后门对调，即正门从丰盛胡同3号改到兵马司胡同甲58号（今6号），与北平分所的正门兵马司胡同9号（今15号）接近。
北平分所因为设有一新生代研究室（与美国下属的协和医院合办），所以日军一度未敢骚扰。该时期，北平分所由新生代研究室负责人裴文中代管。珍珠港事件发生后，日本和美国宣战，北平分所遂不能幸免。
稍后，汪精卫政权下的华北综合研究所在北平分所内设立“华北地质研究所”，还多次邀请章鸿钊担任所长，均遭章鸿钊拒绝。后来由李岐山兼任馆长。后来，陈列馆曾被日伪军强行占据，标本多次搬迁到北京动物园附近的陆谟克堂（国立北平研究院生物研究所）堆放，受到严重损失。
葛利普（A. W. Grabau）是美国地质学家。1920年应聘来到中国，担任北京大学地质系教授、地质调查所古生物室主任。地质博物馆早期收藏的不少无脊椎动物化石多是由他鉴定。太平洋战争爆发后，他坐在轮椅之上，挡在大门口，手拿美国国旗，呼喊反侵略、反战争的口号，试图阻止日军进入陈列馆。后来他被日军监禁，身体变得日渐虚弱，日本投降后被接出来，最后在地质陈列馆西厢房逝世。
1945年日本投降后，国民政府经济部中央地质调查所派高振西赴南京，后来又赴北平与王竹泉、裴文中等人共同接收伪华北地质研究所，此后返回南京。中央地质调查所任命高平担任北平分所所长。地质矿产陈列馆仍由贾兰坡主持恢复工作，但该陈列馆终于未能实现对外开放。

### 人民共和国时期
1949年，随着中华人民共和国成立，北平改为北京。1950年，中华人民共和国中央人民政府设立中国地质工作计划指导委员会，在南京设由高振西负责的全国地质陈列馆工作领导机构，下辖南京地质陈列馆与北京地质陈列馆。
1952年，中央人民政府地质部成立。1953年1月，全国地质陈列馆领导机构迁往北京，高振西出任馆长。因为建地质部的需要，北京地质陈列馆被拆除，标本被临时存在北京故宫文华殿及六铺炕等地。1955年，南京地质陈列馆下放给江苏省地质局，全国地质陈列馆与北京地质陈列馆融合成一体。
1956年，中华人民共和国地质部决定在北京西四新建一座1万平方米的全国地质陈列馆大楼，1958年9月，该大楼落成，更名为“地质部地质博物馆”。1959年9月，完成了该大楼一至四层26个陈列室共计4500平方米、17039件标本的布展，同年10月对社会开放。成为中国地质博物馆事业发展史上重要的里程碑。
1960年，地质部地质博物馆划归地质科学研究院（后来更名为中国地质科学院）领导，副院长冯志爽兼任该馆馆长。文化大革命时期，该馆闭馆，工作陷于停滞。1976年唐山大地震，该馆受到破坏。
2000年底，中国地质博物馆大楼修缮改造工程立项获上级批准。随后该馆大楼进行了修缮改造工程。

## 展览及研究
中国地质博物馆收藏有20余万件地质标本，其中包括巨型山东龙、中华龙鸟等恐龙化石，北京人、元谋人、山顶洞人等古人类化石，鱼类、鸟类、昆虫等史前生物化石，此外还有有世界最大的“水晶王”、巨型萤石方解石晶簇标本、蓝铜矿、辰砂、雄黄、雌黄、白钨矿、辉锑矿等有中国特色的矿物标本，各种宝石、玉石等珍品。
中国地质博物馆长期开展矿物岩石学、地层古生物学、宝石学、博物馆学研究，特别是在早期脊椎动物学、昆虫学、辽西热河生物群等领域取得突出成果。该馆通过系统的宝石陈列及宝石研究成果，引导了中国当代宝石科学研究、普及及市场消费。
中国地质博物馆常年推出陈列及展览。基本陈列按照地球圈层结构进行布局，展示矿物、岩石、宝石、化石，关注人类生存环境，并且通过仿生、数字化、虚拟现实等等技术，使观众在地学空间中获得独特体验。
中国地质博物馆于1981年创刊《地球》，是中华人民共和国唯一的地学科普杂志。该馆还每年举办全国青少年地学夏令营。

## 历任馆长
以下列出该馆历任馆长：
地质矿产博物馆馆长
- 丁文江（1916年）

地质矿产陈列馆馆长
- 翁文灏（1917年－1919年）
- 安特生（1920年－1924年）
- 卢祖荫（代理，1925年－1927年）
- 卢祖荫（1928年）
- 徐光熙（1929年－1934年）

南京地质矿产陈列馆馆长
- 盛莘夫（1935年－1945年）
- 侯德封（1946年－1949年）

北平地质矿产陈列馆负责人
- 谢家荣（兼任，1935年－1936年）
- 杨钟健（兼任，1937年）
- 裴文中（兼任，1938年－1940年）
- 李岐山（兼任，1941年－1945年）
- 高平（兼任，1946年－1949年）

全国地质陈列馆（下辖南京地质陈列馆和北京地质陈列馆）负责人
- 高振西（1950年－1954年）

全国地质陈列馆馆长
- 高振西（1955年－1957年）

地质部地质博物馆馆长
- 高振西（1958年）
- 冯志爽（兼任，1959年－1965年）

地质技术革新、技术革命展览办公室主任
- 王子麟（代理，1966年－1972年）
- 和吉甫（代理，1973年－1978年）

地质部地质博物馆馆长
- 和吉甫（代理，1979年－1980年）
- 刘涌泉（1981年）

地质矿产部地质博物馆馆长
- 刘涌泉（1982年-1983年）
- 黄正之（代理，1984年－1985年）

中国地质博物馆馆长
- 黄正之（代理，1986年－1987年）
- 邢裕盛（1988年－1994年）
- 季强（1995年－1999年）
- 程利伟（2000年－2006年）
- 刘随臣（2006年－2008年）
- 贾跃明（2009年至今）